# Leichtathletik-Europameisterschaften 1971/Zehnkampf der Männer

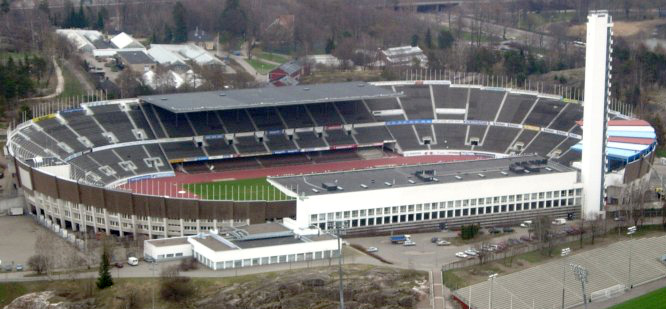
Das Olympiastadion von Helsinki im Jahr 2005

Der Zehnkampf der Männer bei den Leichtathletik-Europameisterschaften 1971 wurde am 11. und 12. August 1971 im Olympiastadion von Helsinki ausgetragen.
Europameister wurde Titelverteidiger Joachim Kirst aus der DDR. Den zweiten Platz belegte der Schwede Lennart Hedmark. Der bundesdeutsche Olympiadritte von 1964 und Olympiazweite von 1968 Hans-Joachim Walde gewann die Bronzemedaille.

## Rekorde

### Bestehende Rekorde
|                      | 1964er Wertung | 1985er Wertung | Name          | Ort, Land                                      | Datum                  |
| -------------------- | -------------- | -------------- | ------------- | ---------------------------------------------- | ---------------------- |
| Weltrekord           | 8417 P         | 8310 P         | Bill Toomey   | Los Angeles, USA                               | 10./11. Dezember 1969  |
| Europarekord         | 8319 P         | 8235 P         | Kurt Bendlin  | Heidelberg, BR Deutschland (heute Deutschland) | 13./14. Mai 1967       |
| Meisterschaftsrekord | 8041 P         | 7910 P         | Joachim Kirst | EM Athen, Griechenland                         | 17./18. September 1969 |

### Rekordverbesserung
Im Wettkampf am 11./14. August wurde der bestehende EM-Rekord verbessert und darüber hinaus gab es zwei neue Landesrekorde,
- Meisterschaftsrekord:
  - 8196 P (offiziell gültige Wertung von 1964) / 8188 P (heutige Wertung von 1985) – Joachim Kirst, DDR
- Landesrekorde:
  - 8038 P (offiziell gültige Wertung von 1964) / 7954 P (heutige Wertung von 1985) – Lennart Hedmark, Schweden
  - 7842 P (offiziell gültige Wertung von 1964) / 7783 P (heutige Wertung von 1985) – Sepp Zeilbauer, Österreich

## Durchführung
Der Zehnkampf wurde nach denselben Regeln wie heute durchgeführt. Die zehn Disziplinen fanden auf zwei Tage verteilt statt.
| Zeitplan           | Zeitplan           | Zeitplan           | Zeitplan           |
| Tag 1 – 11. August | Tag 1 – 11. August | Tag 2 – 12. August | Tag 2 – 12. August |
| ------------------ | ------------------ | ------------------ | ------------------ |
| 100 m              | 9.30 Uhr           | 110 m Hürden       | 9.15 Uhr           |
| Weitsprung         | 10.30 Uhr          | Diskuswurf         | 10.00 Uhr          |
| Kugelstoßen        | 13.00 Uhr          | Stabhochsprung     | 13.00 Uhr          |
| Hochsprung         | 17.00 Uhr          | Speerwurf          | 18.15 Uhr          |
| 400 m              | 20.05 Uhr          | 1500 m             | 21.00 Uhr          |

Gewertet wurde nach der Punktetabelle von 1964.

## Ergebnis
11./12. August 1971
Vorbemerkungen zu den Punktewerten:

Zur Orientierung und Einordnung der Leistungen sind zum Vergleich die nach heutigem Wertungssystem von 1985 erreichten Punktzahlen mitaufgeführt. Danach hätte es lediglich eine Veränderung im Resultat gegeben: Die Athleten auf den Rängen siebzehn bzw. achtzehn hätten ihre Plätze tauschen müssen. Aber diese Vergleiche sind nur Anhaltswerte, denn als Grundlage müssen die jeweils unterschiedlichen Maßstäbe der Zeit gelten.

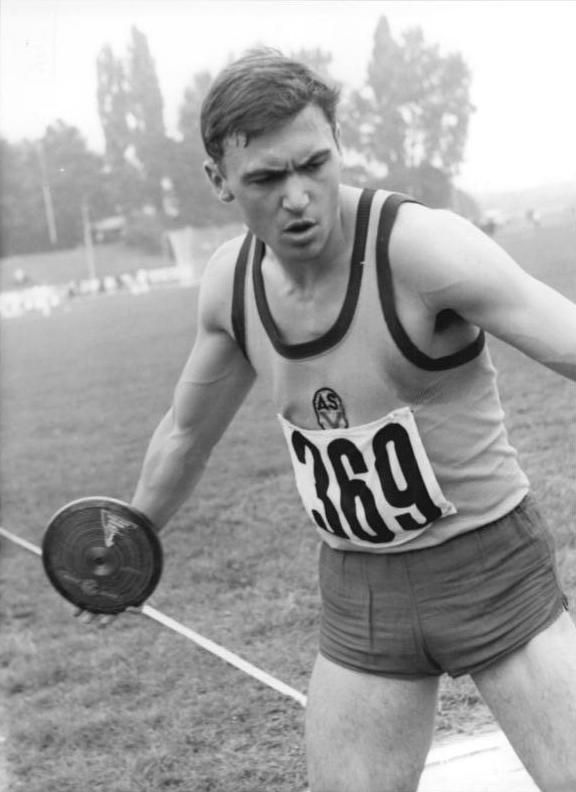
Europameister Joachim Kirst verteidigte seinen Titel souverän

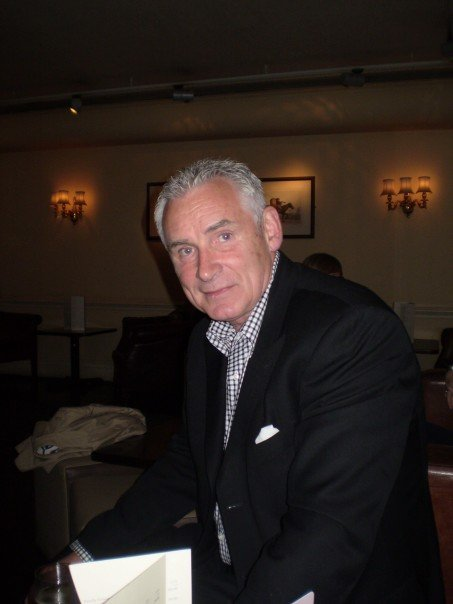
Peter Gabbett (hier im Jahr 2011) erreichte Platz sechs

| Platz | Name                 | Nation         | Punkte offiz. Wert. | Punkte 1985er Wert. |  | 100 m   | Weit- sprung | Kugel- stoßen | Hoch- sprung | 400 m   |  | 110 m Hürden | Diskus- wurf | Stabhoch- sprung | Speer- wurf | 1500 m     |
| 1     | Joachim Kirst        | DDR            | 8196 CR             | 8188                |  | 11,02 s | 7,68 m       | 16,59 m       | 2,13 m       | 48,97 s |  | 16,12 s      | 47,21 m      | 4,20 m           | 65,51 m     | 4.44,7 min |
| 2     | Lennart Hedmark      | Schweden       | 8038 NR             | 7954                |  | 11,28 s | 7,51 m       | 15,37 m       | 1,89 m       | 49,09 s |  | 14,78 s      | 45,37 m      | 4,20 m           | 73,79 m     | 4:41,0 min |
| 3     | Hans-Joachim Walde   | BR Deutschland | 7951000             | 7927                |  | 11,17 s | 7,41 m       | 15,33 m       | 1,95 m       | 49,32 s |  | 15,17 s      | 43,57 m      | 4,30 m           | 66,47 m     | 4:41,2 min |
| 4     | Heinz-Ulrich Schulze | BR Deutschland | 7889000             | 7841                |  | 10,98 s | 7,11 m       | 14,53 m       | 1,89 m       | 48,64 s |  | 14,97 s      | 42,80 m      | 4,30 m           | 63,91 m     | 4:34,1 min |
| 5     | Sepp Zeilbauer       | Österreich     | 7842 NR             | 7783                |  | 10,96 s | 7,38 m       | 13,49 m       | 2,04 m       | 48,79 s |  | 15,06 s      | 39,70 m      | 4,00 m           | 58,95 m     | 4:27,5 min |
| 6     | Peter Gabbett        | Großbritannien | 7754000             | 7692                |  | 10,85 s | 7,26 m       | 12,81 m       | 1,83 m       | 47,18 s |  | 15,45 s      | 41,81 m      | 4,30 m           | 58,68 m     | 4:29,7 min |
| 7     | Leonid Lytwynenko    | Sowjetunion    | 7707000             | 7650                |  | 11,34 s | 7,02 m       | 13,50 m       | 1,89 m       | 49,49 s |  | 15,10 s      | 42,82 m      | 4,10 m           | 63,27 m     | 4:19,6 min |
| 8     | Boris Iwanow         | Sowjetunion    | 7601000             | 7554                |  | 11,28 s | 9,62 m       | 14,15 m       | 1,92 m       | 50,63 s |  | 15,21 s      | 43,94 m      | 4,30 m           | 66,59 m     | 4:53,6 min |
| 9     | Herbert Wessel       | DDR            | 7583000             | 7528                |  | 11,17 s | 7,12 m       | 14,70 m       | 1,86 m       | 49,76 s |  | 15,46 s      | 44,52 m      | 4,60 m           | 55,70 m     | 4:57,8 min |
| 10    | József Bákái         | Ungarn         | 7569000             | 7520                |  | 11,22 s | 6,96 m       | 15,28 m       | 1,83 m       | 51,66 s |  | 15,56 s      | 49,46 m      | 4,40 m           | 66,63 m     | 4:52,7 min |
| 11    | Edward de Noorlander | Niederlande    | 7562000             | 7478                |  | 11,39 s | 6,94 m       | 13,99 m       | 2,01 m       | 50,48 s |  | 15,03 s      | 40,87 m      | 4,20 m           | 49,28 m     | 4:23,2 min |
| 12    | Tadeusz Janczenko    | Polen          | 7520000             | 7439                |  | 10,96 s | 7,54 m       | 13,65 m       | 1,98 m       | 50,17 s |  | 16,61 s      | 42,61 m      | 4,40 m           | 55,41 m     | 5:03,2 min |
| 13    | Yves LeRoy           | Frankreich     | 7453000             | 7395                |  | 11,12 s | 7,37 m       | 13,19 m       | 1,89 m       | 51,15 s |  | 15,58 s      | 43,69 m      | 4,20 m           | 59,14 m     | 4:59,3 min |
| 14    | Ryszard Katus        | Polen          | 7417000             | 7351                |  | 11,17 s | 7,06 m       | 12,93 m       | 1,86 m       | 50,83 s |  | 14,52 s      | 40,20 m      | 4,30 m           | 55,59 m     | 4:48,2 min |
| 15    | Roger Lespagnard     | Belgien        | 7406000             | 7328                |  | 11,54 s | 6,82 m       | 12,90 m       | 2,04 m       | 50,30 s |  | 15,86 s      | 38,72 m      | 4,50 m           | 51,36 m     | 4:28,2 min |
| 16    | Vasile Bogdan        | Rumänien       | 7376000             | 7317                |  | 11,40 s | 6,94 m       | 12,75 m       | 1,86 m       | 50,20 s |  | 15,79 s      | 37,41 m      | 4,40 m           | 63,42 m     | 4:33,9 min |
| 17    | Freddy Herbrandt     | Belgien        | 7328000             | 7248                |  | 11,04 s | 7,45 m       | 12,85 m       | 1,98 m       | 50,43 s |  | 14,77 s      | 40,14 m      | 4,20 m           | 46,23 m     | 5:13,4 min |
| 18    | Hannu Kyösola        | Finnland       | 7322000             | 7282                |  | 11,26 s | 7,34 m       | 13,73 m       | 1,75 m       | 50,02 s |  | 15,85 s      | 39,26 m      | 3,60 m           | 66,96 m     | 4:34,0 min |
| 19    | Frank Nusse          | Niederlande    | 7311000             | 7239                |  | 11,42 s | 6,76 m       | 11,73 m       | 1,86 m       | 49,67 s |  | 15,14 s      | 36,17 m      | 4,50 m           | 50,53 m     | 4:16,1 min |
| 20    | Regis Chesquire      | Belgien        | 7157000             | 7063                |  | 11,75 s | 6,86 m       | 13,64 m       | 1,86 m       | 50,25 s |  | 15,97 s      | 39,87 m      | 3,50 m           | 55,85 m     | 4:16,3 min |
| 21    | Per Ovesen           | Dänemark       | 7051000             | 6947                |  | 11,46 s | 7,04 m       | 13,52 m       | 1,86 m       | 50,81 s |  | 16,25 s      | 37,42 m      | 4,00 m           | 51,98 m     | 4:44,1 min |
| 22    | Rafael Cano          | Spanien        | 6735000             | 6645                |  | 11,40 s | 6,76 m       | 11,50 m       | 1,83 m       | 50,13 s |  | 15,36 s      | 32,52 m      | 3,80 m           | 46,55 m     | 4:44,0 min |
| 23    | Franz Biedermann     | Liechtenstein  | 6189000             | 6112                |  | 12,04 s | 6,59 m       | 10,10 m       | 1,75 m       | 52,99 s |  | 16,52 s      | 28,83 m      | 4,20 m           | 47,75 m     | 4:45,2 min |
| DNF   | Kurt Bendlin         | BR Deutschland |                     | 7343                |  | 11,06 s | 7,45 m       | 15,03 m       | 1,83 m       | 48,65 s |  | 15,45 s      | 45,45 m      | 4,60 m           | 69,97 m     | DNS        |
| DNF   | Hans Smeman          | Niederlande    |                     | 4220                |  | 11,44 s | 6,55 m       | 13,01 m       | 1,86 m       | 51,24 s |  | DNF          | 38,82 m      | NM               | DNS         |            |
| DNF   | Mykola Awilow        | Sowjetunion    |                     | 4381                |  | 11,81 s | 6,88 m       | 13,33 m       | 1,92 m       | 51,77 s |  | 15,07 s      | DNS          |                  |             |            |
| DNF   | Markku Juhola        | Finnland       |                     | 3957                |  | 10,72 s | 7,27 m       | 13,58 m       | 1,70 m       | 48,02 s |  | DNS          |              |                  |             |            |
| DNF   | Hans-Dieter Michalek | DDR            |                     | 2878                |  | 11,36 s | 7,00 m       | 14,16 m       | 1,70 m       | DNS     |  |              |              |                  |             |            |
| DNF   | Jorma Vesala         | Finnland       |                     | 1535                |  | 11,48 s | 5,85 m       | DNS           |              |         |  |              |              |                  |             |            |
| DNF   | Ryszard Skowronek    | Polen          | 0                   | 0000                |  | DNF     |              |               |              |         |  |              |              |                  |             |            |

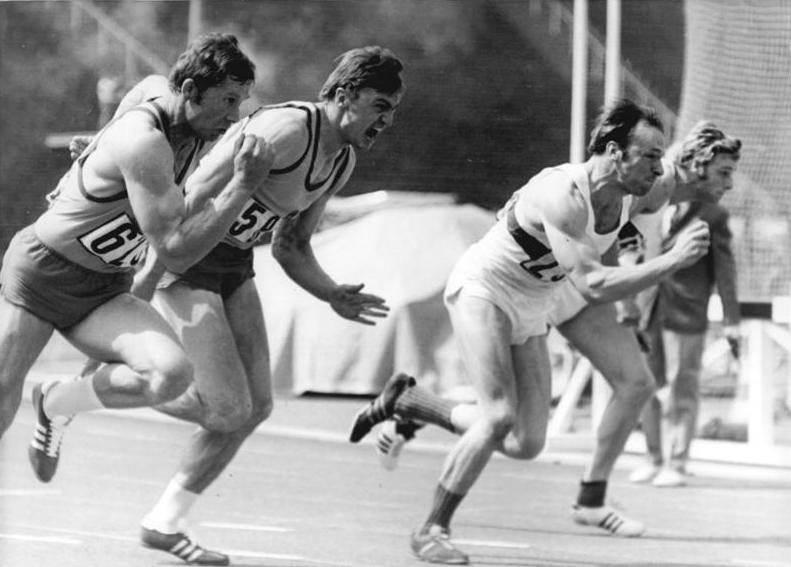
Der Vizeeuropameister von 1969 Herbert Wessel (links) musste diesmal mit Rang neun zufrieden sein / Hans-Dieter Michalek (ganz rechts) gab den Zehnkampf nach dem Hochsprung auf  – Zweiter von links: Europameister Joachim Kirst
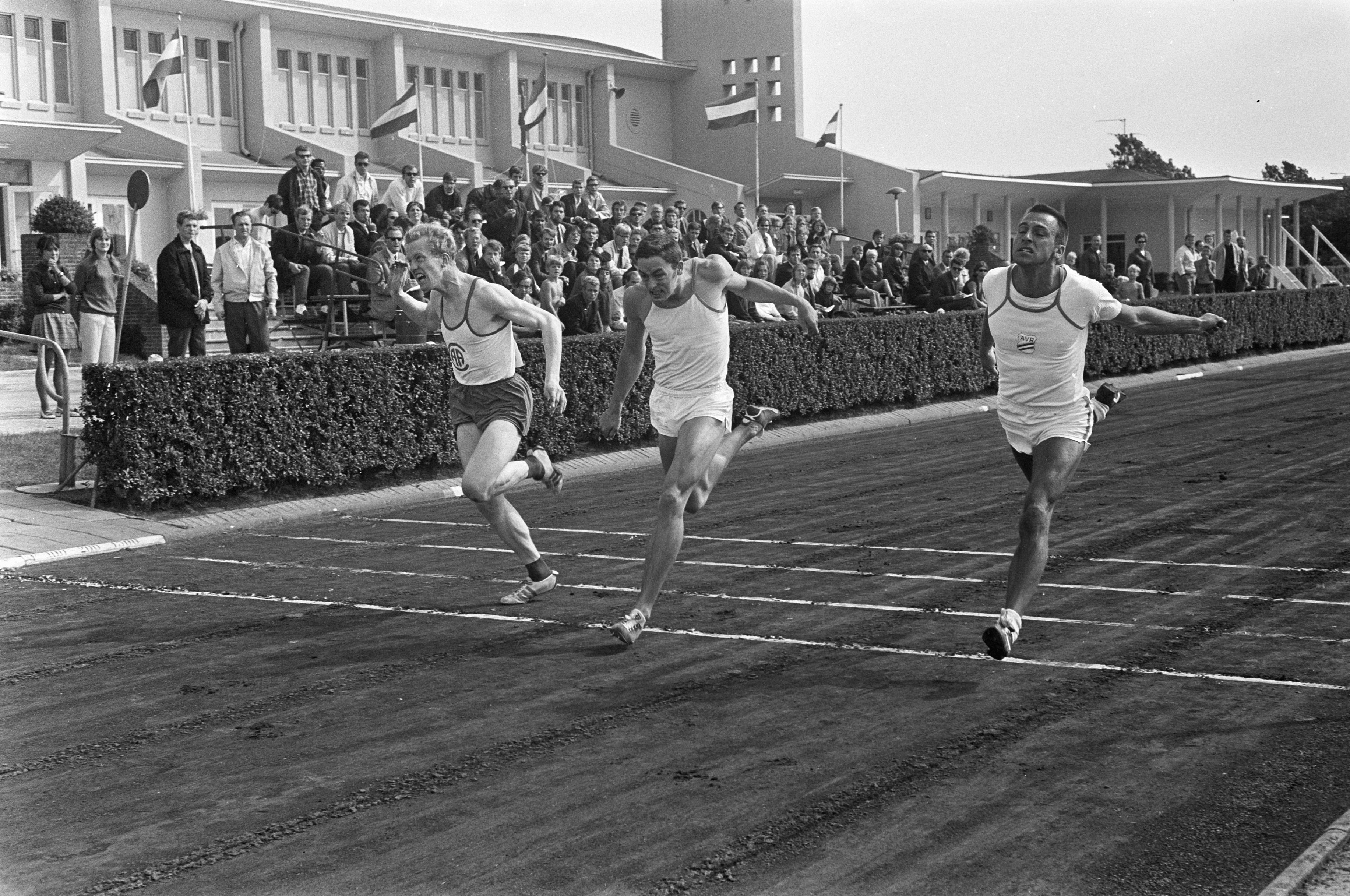
Edward de Noorlander (Mitte) kam auf den elften Platz
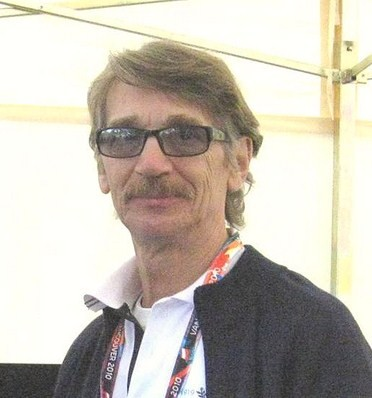
Ryszard Katus (auf dem Foto im Jahr 2009) belegte Rang vierzehn

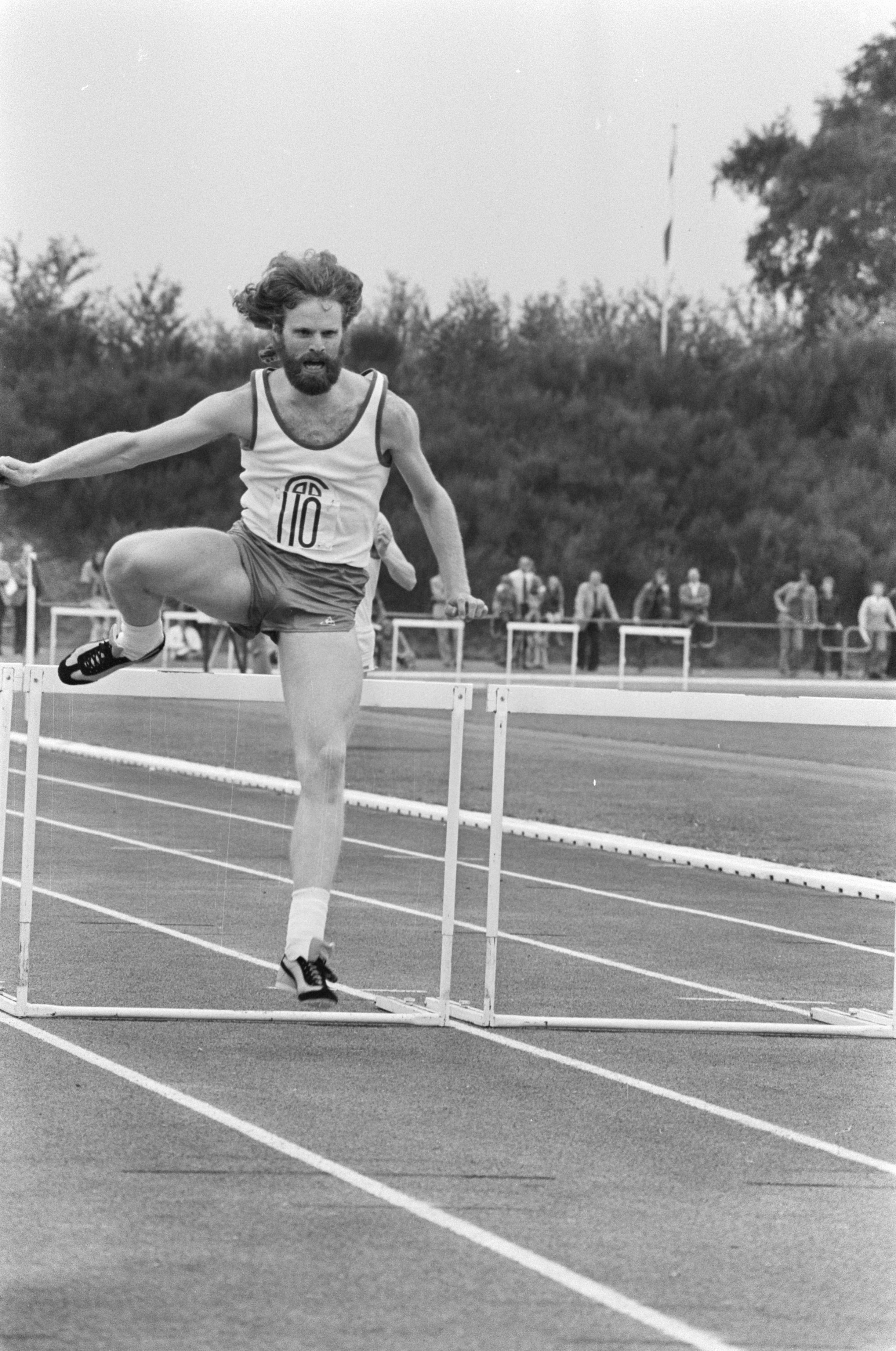
Frank Nusse wurde Neunzehnter
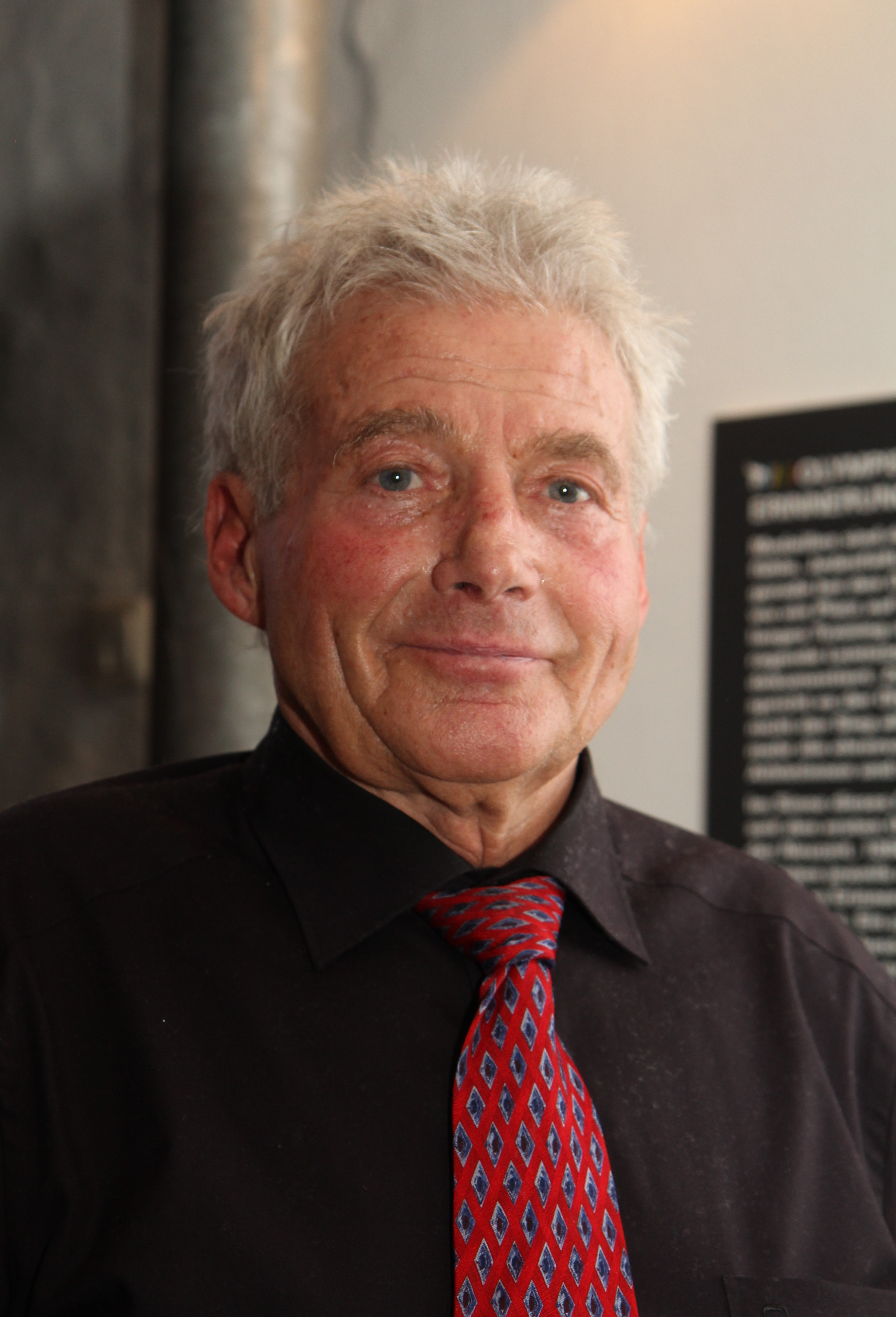
Der Europarekordler und Olympiadritte von 1968 Kurt Bendlin hatte sich im Vorfeld nach längerer Wettkampfpause wieder sehr gut präsentiert, musste jedoch nach dem Speerwurf aufgeben
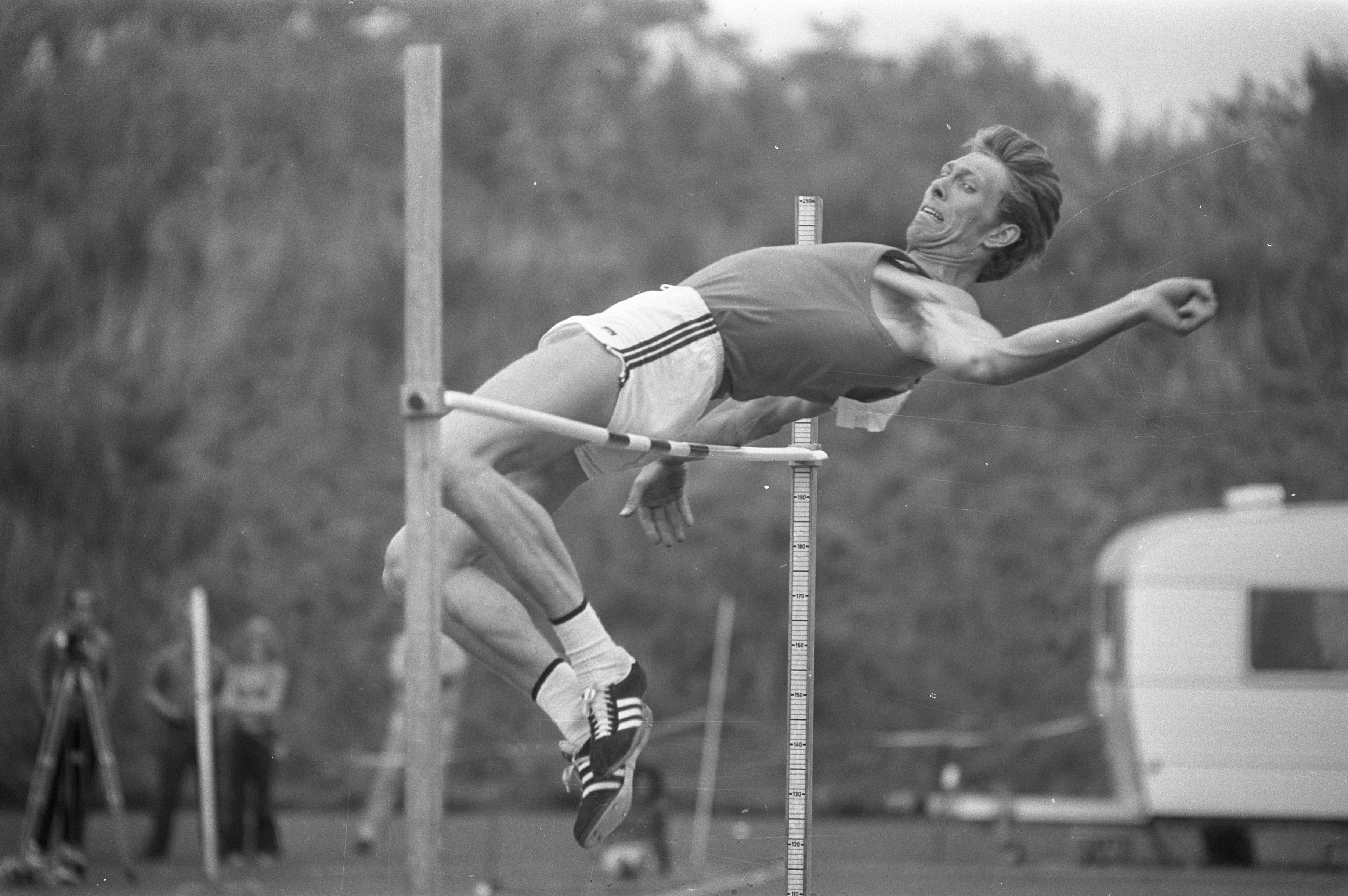
Hans Smeman brach den Wettkampf ab, nachdem er über 110 Meter Hürden und im Stabhochsprung ohne Punkte geblieben war